# Geometra sigaria
Geometra sigaria är en fjärilsart som beskrevs av Charles Oberthür 1916. Geometra sigaria ingår i släktet Geometra och familjen mätare. Inga underarter finns listade i Catalogue of Life.